# Pista falsa

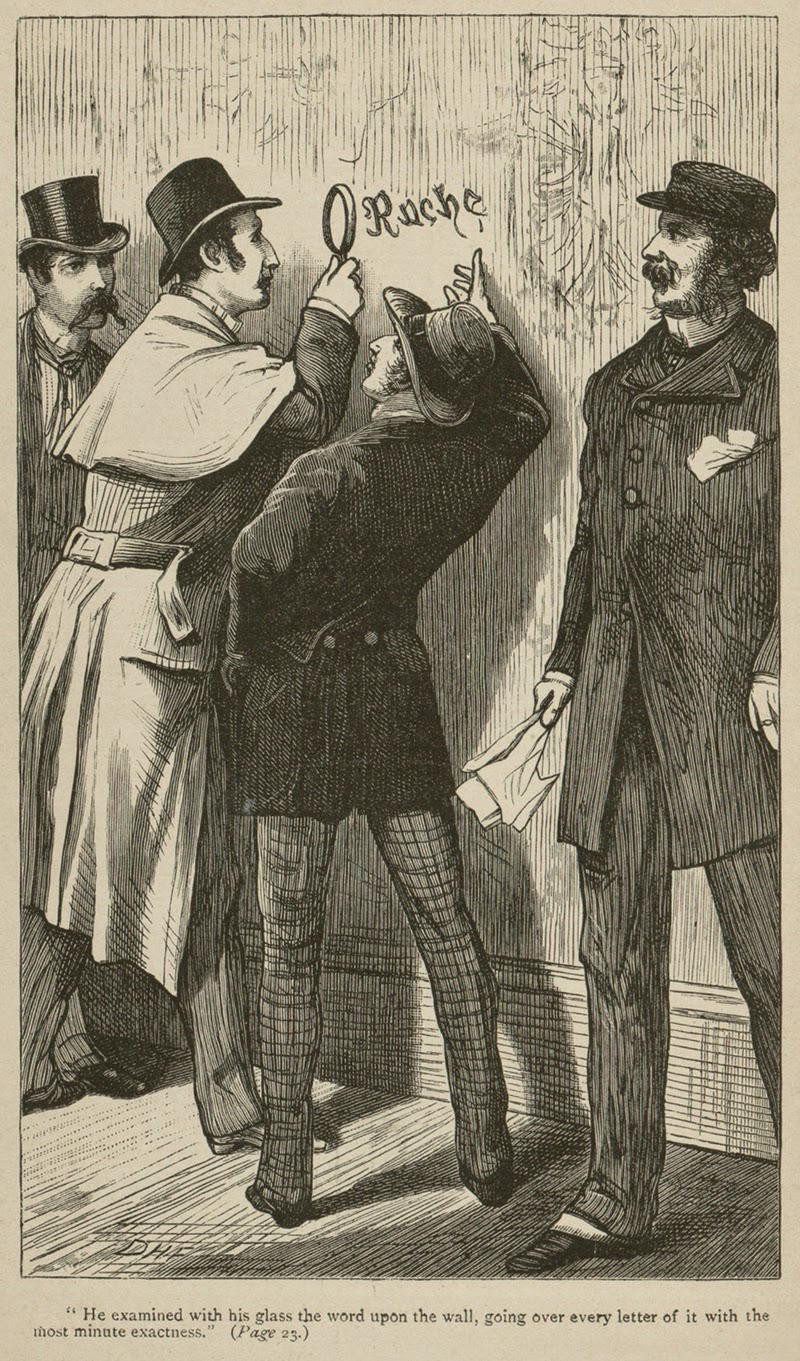
Na história de mistério "Um estudo em vermelho", o detetive Sherlock Holmes examina uma pista que mais tarde se revela ser uma distração intencional.

Um pista falsa ou arenque vermelho (red herring, em inglês) é algo que engana ou desvia a atenção de um assunto mais importante. Pode ser uma falácia lógica ou uma figura de linguagem que leva os leitores ou o público a uma conclusão falsa. Uma pista falsa pode ser usada intencionalmente, como na ficção de mistério ou como parte de estratégias retóricas (por exemplo, na política), ou pode ser usada inadvertidamente em um argumento.
O termo "arenque vermelho" foi popularizado em 1807 pelo polemista inglês William Cobbett, em uma história em que se usa um peixe defumado de cheiro forte para enganar e distrair cães de caça, demovendo-os de perseguir uma lebre.

## Falácia lógica
Como uma falácia informal, uma pista falsa se enquadra em uma ampla classe de falácias de relevância. Ao contrário da falácia do espantalho, que envolve uma distorção da posição da parte contrária, a pista falsa é uma tática diversiva aparentemente plausível, embora em última instância irrelevante para a questão.

### Exemplos
"Você diz que a pena de morte não é eficaz para combater o crime. Mas e quanto às vítimas? Como ficam os familiares da vítima, sabendo que o assassino está sendo mantido em uma prisão às custas do dinheiro dos contribuintes, ou seja, dos próprios familiares da vítima? É justo que esses familiares paguem pelo sustento desse marginal?"
Neste caso, o argumentador desviou o assunto até chegar a algo totalmente diferente da alegação inicial, mas muito mais fácil de ser atacado. Mas não se pode atacar essa versão como se estivéssemos atacando o argumento original. Diferentemente da falácia do espantalho, em que se reconstrói o argumento original em bases mais fracas, aqui se tenta desviar a questão progressivamente para outra direção. Essa versão falsa do argumento original pode, inclusive, ser aceitável para o oponente, mas deixa a questão original sem resposta.
"A discussão sobre a proibição do cigarro em ambientes fechados não é oportuna. Todos queremos melhorar a qualidade do ar que respiramos, mas não é justo que se faça isso com os fumantes se há coisas mais graves a tratar. A poluição do ar pelos carros de nossa cidade é algo muito mais grave. Seria muito mais importante concentrarmos nossos esforços no estabelecimento de mecanismos de redução da poluição de veículos automotores".
O argumentador expôs um caso até mesmo relevante: devemos nos preocupar com a poluição dos carros. Mas isto nada tem a ver com a restrição do fumo em ambientes fechados, algo justificável por si só. Por isso, o argumento acima é uma pista falsa, pois apela para a poluição dos carros para desviar a atenção do ponto central da questão.
Filha: "Estou tão triste porque meu namorado acabou comigo."

Mãe: "Pense nas criancinhas morrendo de fome na África, querida. Aí seus problemas parecerão bem pequenos."
Embora o problema apontado pela mãe seja digno de atenção, ele não tem nenhuma relação com a queixa da filha.
Repórter: "Sua campanha foi acusada de corrupção. O que tem a declarar?"

Político: "Gostaria de assegurar ao público que minha equipe e eu estamos sempre trabalhando duro, sempre zelando pelos interesses do povo, como você pode ver pelo meu envolvimento na lei de reforma educacional."
O político tenta desviar a atenção da questão levantada, mas sua atuação em prol da educação não o exime das acusações de corrupção.

## Uso intencional
Na ficção e na não-ficção, uma pista falsa pode ser usada intencionalmente pelo escritor para induzir os leitores ou o público a uma conclusão falsa. Por exemplo, o personagem do bispo Aringarosa n'O Código Da Vinci, de Dan Brown, é apresentado durante a maior parte do livro como se estivesse no centro das conspirações da igreja, mas mais tarde é revelado que foi inocentemente enganado pelo verdadeiro antagonista da história. O nome Aringarosa é uma tradução do italiano de "arenque rosa" (aringa rosa), ou seja, algo muito próximo a "arenque vermelho.
Pistas falsas são muito usadas em estudos jurídicos e questões de provas para enganar alunos e desviá-los da conclusão ou resposta correta sobre uma questão jurídica, supostamente como meio de testar a compreensão dos alunos da lei subjacente e sua capacidade de discernir adequadamente as circunstâncias  materiais factuais.

## História da expressão "arenque vermelho"
Quando eu era um garoto, costumávamos, a fim de despistar os harriers da trilha de uma lebre que estabelecemos como sendo nossa, ir à sua toca de manhã cedinho e arrastar um arenque vermelho preso a uma corda, por quatro ou cinco milhas, passando por sebes e valas, por campos e por florestas cortadas, até chegarmos a um ponto onde tivéssemos certeza de que os caçadores não voltariam ao local onde haviam saído da trilha; e, embora não deva, de forma alguma, ser entendido que eu esteja comparando os editores e proprietários da imprensa diária de Londres a animais tão sagazes e fiéis como cães de caça, não posso deixar de pensar que, no caso a que estamos nos referindo , eles devem ter sido despistados, a princípio, por algum enganador político.

Cobbett's Political Register, Volume XI
Não existe uma espécies de peixe chamada "arenque vermelho"; essa é a denominação dada a um preparado de peixe (tipicamente arenque) fortemente curado em salmoura ou bastante defumado. Este processo torna o peixe com um cheiro particularmente forte e, se a salmoura for forte o suficiente, a carne se torna avermelhada. Nesse sentido literal, o termo pode ser datado até meados do século 13, no poema The Treatise, de Walter de Bibbesworth.

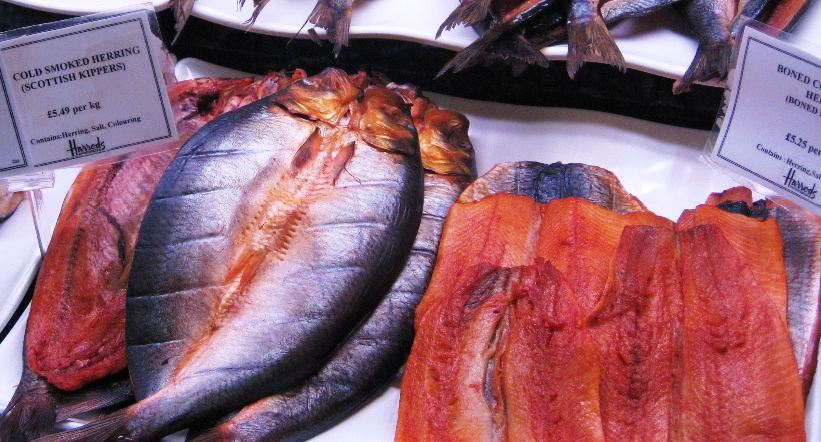
Arenques defumados, salgados e tingidos artificialmente (kipper) até adquirirem um tom marrom-avermelhado, ou seja, um "arenque vermelho". Antes da refrigeração, o kipper era conhecido por ter sabor e odor fortes.

Até 2008, se achava que o sentido figurado de "pista falsa" se originava de uma suposta técnica de treinamento de jovens cães farejadores. Existem variações da história, mas de acordo com uma das versões, o pungente arenque vermelho seria arrastado por uma trilha até que um filhote aprendesse a seguir o cheiro. Mais tarde, quando se treinava o cão para seguir o odor mais leve de uma raposa ou texugo, o treinador arrastava um arenque vermelho perpendicular à trilha do animal, a fim de confundir o cão, que acaba aprendendo a seguir o cheiro original em vez do cheiro mais forte. Uma variante dessa história é mostrada, sem menção ao seu uso em treinamento, no livro The Macmillan Book of Proverbs, Maxims, and Famous Phrases, citando o uso mais antigo da expressão em 1849. No Brewer's Dictionary of Phrase and Fable, consta a expressão idiomática Drawing a red herring across the path ("arrastando um arenque vermelho ao longo caminho"), como significando "desviar a atenção da questão principal para algum problema secundário"; de novo, um arenque "seco, defumado e salgado" é "arrastado ao longo do caminho de uma raposa, destruindo o cheiro e despistando os cães de caça". Outra variação diz que condenados em fuga usaram cheiro pungente de peixe para despistar os cães que os perseguem.
O etimologista Michael Quinion também mostra evidência de que a origem da expressão não tenha a ver com uma prática de caça, citando uma primeira referência, apontada por Robert Scott Ross, ao uso de arenques para treinar animais, em um tratado sobre equitação publicado em 1697, onde recomenda-se um método para treinar cavalos (e não cães de caça) arrastando a carcaça de um gato ou raposa para que o cavalo se acostumasse a seguir um grupo de caça. Na falta de uma dessas carcaças, um arenque vermelho seria um bom substituto. Essa recomendação foi mal interpretada e publicada nas notas de outro livro na mesma época, dizendo que deveria ser usada para treinar cães de caça (e não cavalos). De qualquer maneira, o arenque não era usado para desviar os cães ou cavalos de uma trilha, mas sim para guiá-los ao longo dela.
A primeira referência ao uso de arenque para despistar cães é um artigo publicado em 14 de fevereiro de 1807 pelo jornalista radical William Cobbett, em seu polêmico jornal Political Register. No artigo, Cobbett critica a imprensa inglesa, que relatou erroneamente a derrota de Napoleão. Cobbett contou que certa vez usou um arenque vermelho para despistar cães de caça em busca de uma lebre, acrescentando: "foi um mero efeito transitório de um arenque vermelho político; pois, no sábado, o cheiro tornou-se frio como uma pedra." Quinion conclui: "Esta história, e sua repetição prolongada [por Cobbett] em 1833 foram suficientes para colocar o sentido figurativo de "pista falsa" na mente de seus leitores, infelizmente também com a falsa ideia de que veio de alguma prática real de caçadores.

### Uso no mundo real
Embora Cobbett popularizasse o uso figurativo, ele não foi o primeiro a considerar o uso de arenque vermelho para cães farejadores em um sentido literal; uma referência anterior ocorre no panfleto Nashe's Lenten Stuffe, publicado em 1599 pelo escritor elisabetano Thomas Nashe, no qual ele diz: "Em seguida, para atrair cães a um cheiro, não há nada que se compare a pele de arenque vermelho."
O uso de arenque para distrair cães farejadores foi testado no Episódio 148 da série MythBusters. Embora o cão usado no teste tenha parado para comer o peixe e perdido o cheiro do fugitivo temporariamente, ele acabou voltando atrás e localizando o alvo, de modo que o mito foi classificado pelo programa como "Detonado".